# Telduivel
Telduivel is een boek van Hans Magnus Enzensberger en geïllustreerd door Rotraut Susanne Berner.
Het boek gaat over een jongen, Robert, die gedurende twaalf nachten droomt over een duivel die hem elementaire wiskunde bijbrengt. Onderwerpen die aan bod komen zijn optellen, aftrekken, delen, priemgetallen, machten, wortel trekken, rijen, combinaties, driehoeksgetallen, imaginaire getallen , de driehoek van Pascal, topologie en het bijzondere getal ‘nul’.
In het boek worden niet altijd de officiële termen gebruikt. Hierdoor is het boek een ideaal hulpmiddel voor mensen die bang zijn voor wiskunde en daardoor erg opzien tegen een proefwerk of hun eindexamen. Deze mensen kunnen in dit boek op een speelse manier lezen hoe bepaalde wiskundige zaken werken en op die manier deze angst overwinnen, zodat ze met een goed gevoel naar hun examen kunnen gaan.